# Where's George?

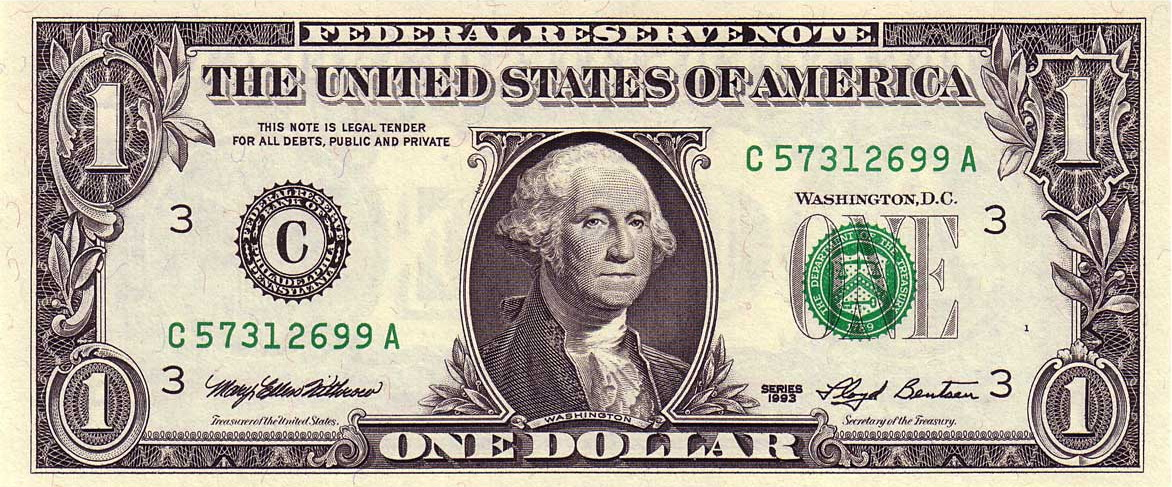
Billet de 1 dollar américain de 1993, George Washington.

 (septembre 2022).
Si vous disposez d'ouvrages ou d'articles de référence ou si vous connaissez des sites web de qualité traitant du thème abordé ici, merci de compléter l'article en donnant les références utiles à sa vérifiabilité et en les liant à la section « Notes et références ».
Where's George? est un site web qui permet de suivre ses dollars US. Ce site a été créé en décembre 1998 par Hank Eskin, consultant informatique de Brookline, Massachusetts (États-Unis).

## Histoire
Where's George? est le pionnier des sites de suivis de billets. Il a notamment inspiré le site Canadien Where's Willy? créé en février 2001 par Hank Eskin sur le modèle de Where's George?, ou encore le site européen Eurobilltracker créé en janvier 2002 au moment du lancement de l'euro.
Le nom de Where's George? est tout simplement issu du portrait de George Washington (premier président des États-Unis) qui figure sur les billets de 1 dollar.
Le principe du site est simple, il suffit d'enregistrer le numéro de série de n'importe quel billet de banque américain (1, 2, 5, 10, 20, 50 ou 100 dollars) et son année (series). Après, le billet sera enregistré. Si le billet a déjà été entré auparavant, la personne qui l'avait entré recevra une notification que son billet a été trouvé, ce qui lui donnera un « hit ».
Après avoir entré le billet, il ne reste plus qu'à espérer que quelqu'un d'autre retrouve le billet et l'enregistre à nouveau. Dans le but d'aider au suivi des billets, de nombreux « Georgers » (nom donné aux utilisateurs de Where's George?) écrivent sur les billets ou encore les tamponnent avec l'adresse du site. Cette pratique est tolérée aux États-Unis et au Canada alors qu'elle ne l'est pas en Europe.
Plus de 72 millions de billets ont été enregistrés sur le site pour une valeur supérieure à 407 millions de dollars.[Quand ?]